# Nick Gilder
Nick Gilder (Londen, 7 november 1951) is een Brits/Canadese rockzanger, die voor het eerst bekendheid kreeg als frontman van de glamrockband Sweeney Todd. Later had hij een succesvolle solocarrière als singer/songwriter..

## Carrière
Gilder groeide op in Vancouver, Canada. Hij begon zijn carrière als frontman van de glamrockband Sweeney Todd, die later een korte tijd speelde met de zeer jonge Bryan Adams. Sweeney Todd had de nummer 1-hit Roxy Roller, die in 1976 drie weken lang de toppositie in de Canadese hitparades behield. Het won in 1977 een Juno Award voor «Best Selling Single».
Met het gevoel dat ze internationaal bereik hadden, verlieten Gilder en collega-bandlid, gitarist en songwritingpartner James McCulloch de band en tekenden een Amerikaans platencontract. Het was zijn tweede soloalbum, waaruit de hit Hot Child in the City voortkwam, dat Gilder-hits in de Verenigde Staten opleverde. Dat nummer kwam zowel in Canada als in de Verenigde Staten op nummer 1. Het leverde hem ook nog twee Juno Awards op in Canada: «Single of the Year» en «Most Promising Male Vocalist of the Year», evenals een People's Choice Award in de Verenigde Staten. Het kwam tot stilstand buiten de Top 40 in het Verenigd Koninkrijk, hoewel het te horen was in Top of the Pops en ook in een Hot Gossip-danceroutine in The Kenny Everett Video Show. Sinds dit succes heeft Gilder slechts minimaal succes gehad in Canada en geen van zijn latere publicaties stond in de Amerikaanse Top 40.
Gilder is ook succesvol geweest als songwriter voor artiesten als Bette Midler, Joe Cocker, Pat Benatar en Toni Basil. In 1984 had de band Scandal met Patty Smyth een Amerikaanse Top 10-hit met The Warrior, geschreven door Gilder en Holly Knight en verdiende hiermee een BMI Airplay Award. Het nummer bereikte ook nummer 1 in Canada, waarmee hij de eerste Canadese artiest was die de top van de Canadese hitparade bereikte als leadzanger van een band (Sweeney Todd met Roxy Roller), als soloartiest (Hot Child in the City) en als songwriter voor een andere artiest.
De liedjes van Gilder zijn gebruikt in verschillende films zoals Youngblood met Rob Lowe, The Wraith met Charlie Sheen, Barb Wire met Pamela Anderson, Scenes From the Goldmine, waaronder een cameo-optreden in de film van Gilder en in de tv-series Sex and the City, That '70s Show, Ed (tv-serie), Nip/Tuck en meest recentelijk in de film The Runaways uit 2010, waar Roxy Roller al vroeg in de film te horen was.
Armand Van Helden samplede Rockaway op zijn clubhit When the Lights Go Down uit 2005. Het jaar daarop nam Nemesis Hot Child in the City op voor hun debuut-cd Rise Up uit 2006 en Rocket namen Backstreet Noise op voor hun cd Girls with Candy Hearts.
Gilder zou in 2005 het album A Night on the Town, A Day in the Country uitbrengen, maar het werd opgeschort.
Gilder keerde halverwege de jaren 1990 terug naar Canada, waar hij vanaf 2020 blijft toeren (tot de COVID-19-pandemie in Canada). Hij heeft zich gevestigd in de omgeving van Vancouver, British Columbia, waar hij met zijn gezin woont.

## Discografie

### Singles
- 1978: Hot Child in the City
- 1978: Here Comes the Night
- 1979: Rock Me

### Albums
- 1977: You Know Who You Are
- 1978: City Nights
- 1979: Frequency
- 1980: Rock America
- 1981: Body Talk Muzik
- 1985: Nick Gilder
- 1997: Stairways
- 1999: Longtime Coming
- 2001: The Best of

- Biblioteca Nacional de España: XX867485
- Bibliothèque nationale de France: cb14181466t (data)
- Gemeinsame Normdatei: 13438511X
- International Standard Name Identifier: 0000 0001 0773 5497
- Library of Congress Control Number: n92105559
- MusicBrainz: ea3baabe-3bd8-446a-a696-f38e43d34995
- Virtual International Authority File: 33659716
- WorldCat: E39PBJvmGBp7QbRgRDMyRVpQMP